# Барков, Дмитрий Дмитриевич
Дмитрий Дмитриевич Барков (род. 17 мая 1972, Ленинград) — советский и российский актёр кино.

## Биография
Родился в семье театрального актёра, народного артиста РСФСР Дмитрия Баркова. В 1983 году снялся в главной роли Васи Петрова в фильме «Приключения Петрова и Васечкина, обыкновенные и невероятные», а потом, в следующем году, в его продолжении «Каникулы Петрова и Васечкина, обыкновенные и невероятные».
Окончил Ленинградский институт театра, музыки и кинематографии, экономический факультет. Некоторое время работал на музыкальном канале в Санкт-Петербурге, а в конце 1990-х снялся в небольших ролях в различных криминальных сериалах.
Проживает в Санкт-Петербурге, работает продюсером и преподавателем в детской школе «Киноостров».

## Фильмография
| Год  |    | Название                                                    | Роль                       |
| ---- | -- | ----------------------------------------------------------- | -------------------------- |
| 1983 | тф | Приключения Петрова и Васечкина, обыкновенные и невероятные | Вася Петров                |
| 1984 | тф | Каникулы Петрова и Васечкина, обыкновенные и невероятные    | Вася Петров                |
| 1998 | ф  | Тело будет предано земле, а старший мичман будет петь       | Имя персонажа не указано   |
| 1998 | с  | Улицы разбитых фонарей (серия «Испорченный телефон»)        | потерпевший                |
| 1999 | с  | Агент национальной безопасности-1 (серия «Наследник»)       | Эдуард                     |
| 2011 | с  | Кулагин и партнёры (серия «Мисс Бильярд»)                   | Герман Вайс                |
| 2012 | с  | Ментовские войны-7 (фильм «Каратель»)                       | психиатр                   |
| 2012 | с  | Тайны следствия-11 (серия «Сила звука»)                     | Алексей Сергеевич, адвокат |
| 2019 | с  | Условный мент                                               | майор ДПС                  |